# Gazije (Feričanci)
Pour les articles homonymes, voir Gazije.
Gazije est un village de la municipalité de Feričanci (comitat d'Osijek-Baranja) en Croatie. Au recensement de 2011, le village comptait 53 habitants.